# عين مديونة المركز (بوكنالة)
عين مديونة المركز هو دُوَّار يقع بجماعة عين مديونة، إقليم تاونات، جهة فاس مكناس في المملكة المغربية. ينتمي الدوّار لمشيخة بوكنالة التي تضم 13 دوار. يقدر عدد سكانه بـ 953 نسمة حسب الإحصاء الرسمي للسكان والسكنى لسنة 2004.

## روابط خارجية
- البوابة الوطنية للجماعات الترابية نسخة محفوظة 12 مارس 2018 على موقع واي باك مشين.
- المندوبية السامية للتخطيط